# Ентеліс Ксенія Миколаївна
Ксе́нія Микола́ївна Енте́ліс (рос. Ксения Николаевна Энтелис; * 18 січня 1971, Москва) — російська актриса.

## Біографічні відомості
Народилася 18 січня 1971 року в Москві. Донька поета-сатирика Миколи Ентеліса. Мати — архітектор.
У дитинстві грала в театрі под керівництвом В'ячеслава Спесивцева та знімалася в кіножурналах «Єралаш».
Закінчила Школу-студію МХАТ (курс Івана Тарханова, 1992 рік) і музичну театральну школу в США, штат Флорида.
1991 року була запрошена в Ленком на спектакль «Бременські музиканти».
У 1993—2003 роках — актриса театру Ленком. Була зайнята в спектаклях: «Безумний день, або Весілля Фігаро», «Містифікація», «Юнона і Авось», «Варвар і єретик», «Блазень Балакірєв», «Королівські ігри», «Мудрець», «Жорстокі ігри», «Дві жінки». Не працює в театрі з квітня 2003 року.
Автор і виконавець пісень до альбому «Співають актори театру Ленком», автор текстів пісень до фільму Олени Циплакової «Смугасте літо» та до альбому Дмитра Пєвцова.